# Amt Vörden
Das Amt Vörden war ein bis 1969 bestehendes Amt im ostwestfälischen Kreis Höxter in Nordrhein-Westfalen. Sein Vorgänger war der 1807 im Königreich Westphalen gebildete Kanton Vörden.

## Amtsgliederung und Bevölkerung
Das Amt gliederte sich in die 13 Gemeinden Altenbergen, Born, Bredenborn, Bremerberg, Eilversen, Großenbreden, Hohehaus, Kleinenbreden, Kollerbeck, Löwendorf, Münsterbrock, Papenhöfen und Vörden, von denen Bredenborn und Vörden das Stadtrecht besaßen und letztere auch Verwaltungssitz war.
Die Gemeinden des Amts hatten bei der letzten Volkszählung vor der Amtsauflösung am 6. Mai 1961 eine Wohnbevölkerung von 4503 Einwohnern. Der Fortschreibung der Volkszählungsergebnisse zufolge stieg diese Zahl bis Ende 1967 auf 4729 Einwohner. Bei einer Fläche von 64,24 km² ergibt sich eine durchschnittliche Bevölkerungsdichte von 74 Einwohnern pro Quadratkilometer, die weit unter dem Kreisdurchschnitt von 140 Einwohnern pro Quadratkilometer lag. Die folgende Übersicht zeigt die 13 Gemeinden mit Bevölkerungs- und Gebietsstand vom 31. Dezember 1967:
| Name              | Einwohner | Fläche in km² |
| ----------------- | --------- | ------------- |
| Altenbergen       | 463       | 8,11          |
| Born              | 92        | 2,80          |
| Bredenborn, Stadt | 1271      | 13,33         |
| Bremerberg        | 148       | 3,21          |
| Eilversen         | 77        | 1,61          |
| Großenbreden      | 116       | 1,59          |
| Hohehaus          | 197       | 1,98          |
| Kleinenbreden     | 101       | 0,86          |
| Kollerbeck        | 690       | 7,58          |
| Löwendorf         | 209       | 5,51          |
| Münsterbrock      | 228       | 6,19          |
| Papenhöfen        | 212       | 2,57          |
| Vörden, Stadt     | 925       | 8,90          |
| Amt Vörden        | 4729      | 64,24         |

## Geographie
Das Amt Vörden lag im Norden des Kreises Höxter. An das Amt grenzten im Uhrzeigersinn beginnend im Osten die Ämter Höxter-Land, Brakel, Nieheim und Steinheim (Kreis Höxter) sowie der Kreis Detmold.

## Geschichte
Der größte Teil des Amtes Vörden gehörte bis zur Franzosenzeit zum Samtamt Oldenburg im Hochstift Paderborn. Nachdem das Gebiet des Hochstifts 1807 an das Königreich Westphalen gefallen war, wurden neue Verwaltungsstrukturen nach französischem Vorbild geschaffen. Zum Kanton Vörden gehörten die Gemeinden Altenbergen, Born, Bredenborn, Bremerberg, Eilversen, Großenbreden, Hagedorn, Hohehaus, Kleinenbreden, Kollerbeck, Löwendorf, Münsterbrock, Papenhöfen und Vörden,. Im Jahre 1810 hatte der Kanton Vörden 4252 Einwohner. Er gehörte zum Distrikt Höxter im Departement der Fulda des Königreichs und fiel 1813 an Preußen. 1816 wurde der Kanton dem neuen Kreis Höxter zugeschlagen und bestand in diesem als Verwaltungsbezirk fort.
Im Rahmen der Einführung der westfälischen Landgemeinde-Ordnung von 1841 wurden aus den unterhalb der Kreisebene bestehenden Verwaltungsbezirken, sofern es sich nicht um Städte gemäß der revidierten Städteordnung handelte, Ämter gebildet. Im Kreis Höxter wurde dadurch aus dem Kanton Vörden das Amt Vörden. Die Gemeinde Hagedorn wurde 1936 aus dem Amt Vörden in das Amt Steinheim umgegliedert.
Aufgrund eines Gebietsänderungsvertrages vom 15. November 1968 und § 7 des „Gesetzes zur Neugliederung des Kreises Höxter“ vom 2. Dezember 1969, das in § 8 Abs. 7 auch den Gebietsänderungsvertrag mit kleineren Einschränkungen bestätigt, schlossen sich die Gemeinden des Amts zum 1. Januar 1970 zur neuen Stadt Marienmünster zusammen. Das Amt Vörden wurde aufgelöst. Rechtsnachfolgerin ist die Stadt Marienmünster.

## Einwohnerentwicklung
| Jahr | Einwohner | Quelle |
| ---- | --------- | ------ |
| 1864 | 4190      | [ 6 ]  |
| 1871 | 3873      | [ 7 ]  |
| 1885 | 4030      | [ 8 ]  |
| 1895 | 4042      | [ 9 ]  |
| 1910 | 3965      | [ 10 ] |
| 1925 | 4066      | [ 11 ] |
| 1939 | 4197      | [ 11 ] |
| 1950 | 5407      | [ 12 ] |
| 1961 | 4503      | [ 13 ] |
| 1968 | 4756      | [ 14 ] |